# Oncorhynchus kisutch
O salmão-prateado (Oncorhynchus kisutch) é um peixe do gênero Oncorhynchus. Esta espécie possui gengivas brancas na base dos dentes.

## Distribuição
A espécie está distribuída por toda a costa do Pacífico Norte, desde a ilha de Hokkaido, no Japão, e no leste da Rússia, em torno do Mar de Bering, até o Alasca, e estendendo-se para o sul da Baía de Monterey, na Califórnia.  Esta espécie foi introduzida nos Grandes Lagos, bem como em muitos reservatórios de água encravados em todo os Estados Unidos.

## Ecologia
Em seus estágios de água doce, a espécie se alimenta de plâncton e insetos, em seguida, muda para uma dieta de peixes pequenos após entrar no oceano como adultos. Os locais de desova são pequenos riachos com substratos de cascalho estáveis.
As espécies de salmonídeos na costa oeste dos Estados Unidos tiveram declínios dramáticos em abundância durante as últimas décadas, como resultado dos fatores causados pelo homem e naturais.

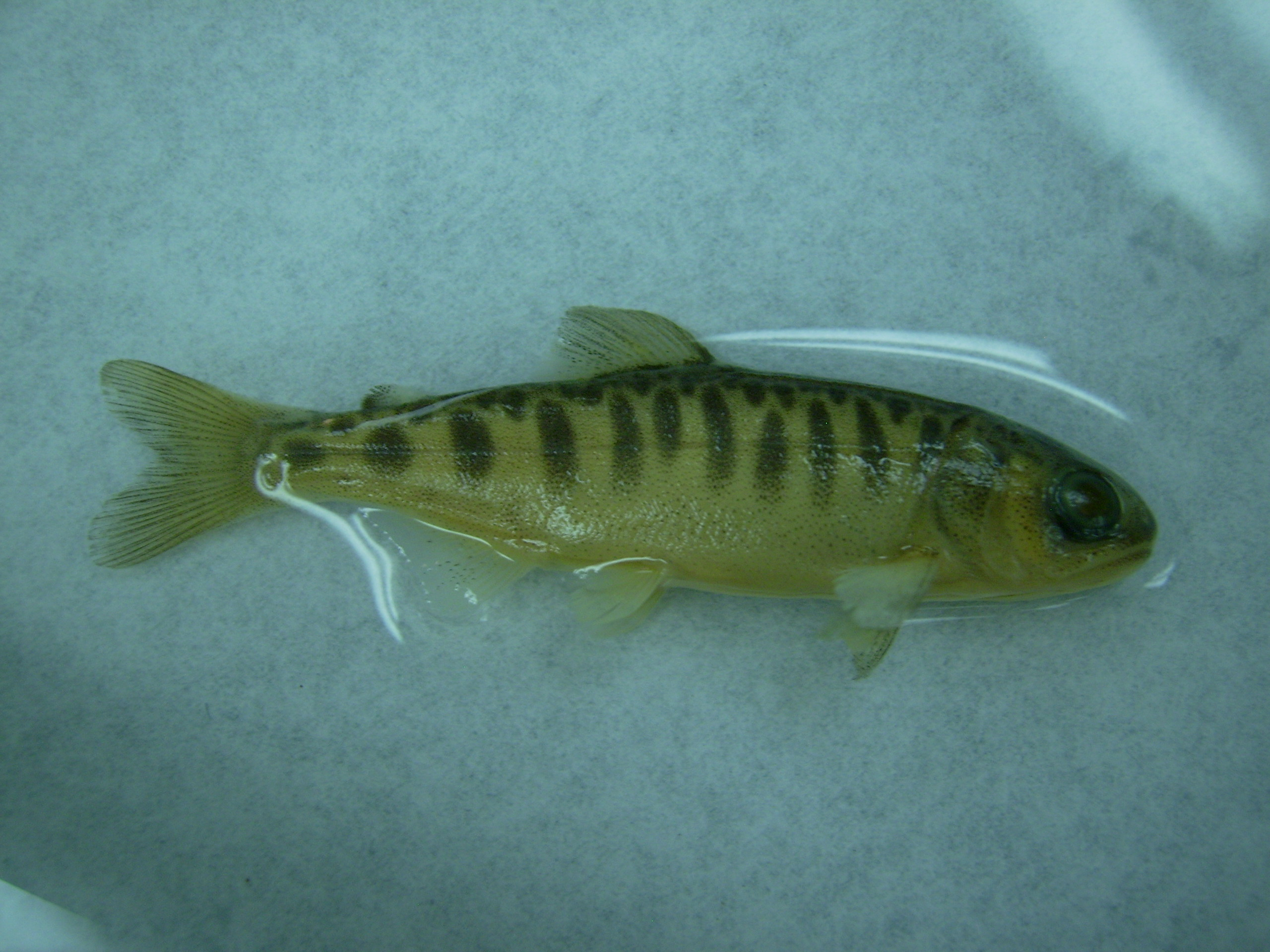
Alevinos
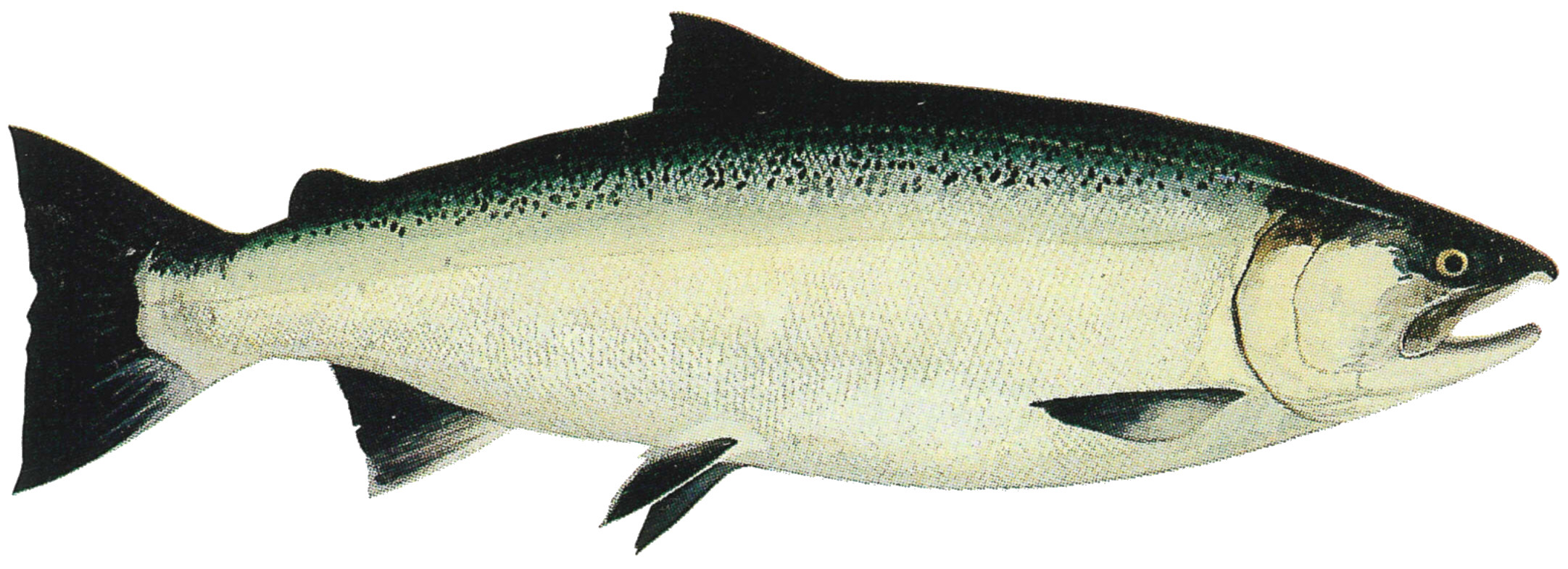
O salmão-prateado macho na fase oceano
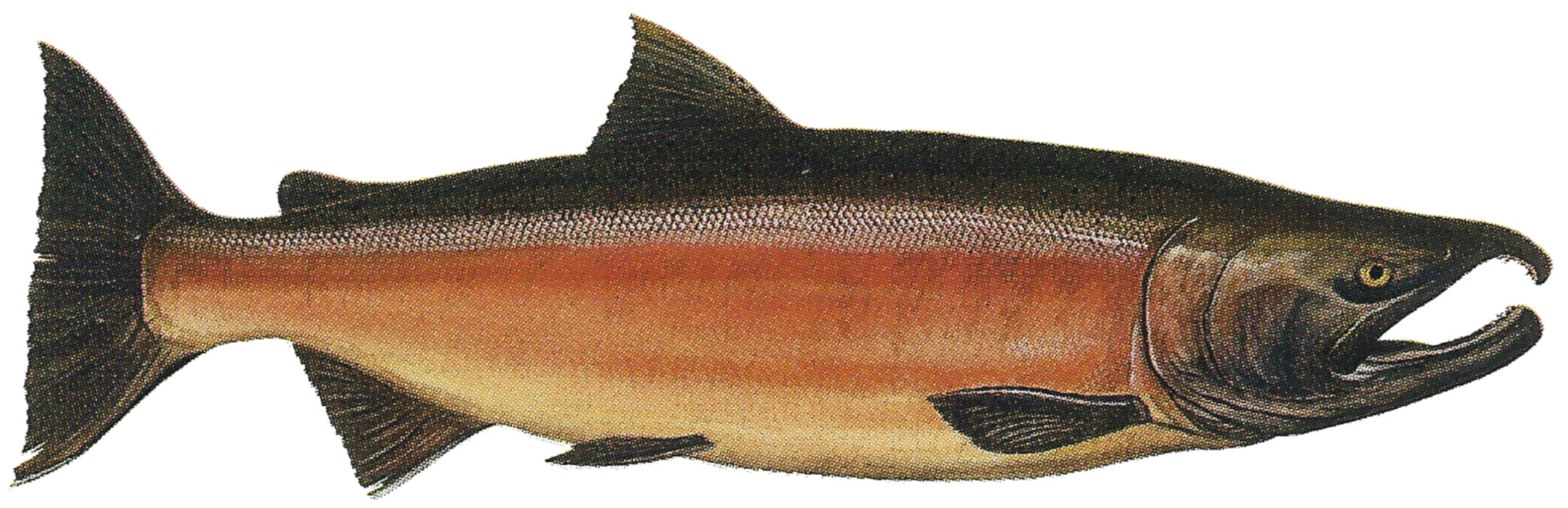
O salmão-prateado macho na fase água doce